# Liste der Baudenkmäler in Laufen (Salzach)
Auf dieser Seite sind die Baudenkmäler in der oberbayerischen Stadt Laufen zusammengestellt. Diese Tabelle ist eine Teilliste der Liste der Baudenkmäler in Bayern. Grundlage ist die Bayerische Denkmalliste, die auf Basis des Bayerischen Denkmalschutzgesetzes vom 1. Oktober 1973 erstmals erstellt wurde und seither durch das Bayerische Landesamt für Denkmalpflege geführt wird. Die folgenden Angaben ersetzen nicht die rechtsverbindliche Auskunft der Denkmalschutzbehörde.

## Ensembles

### Ensemble Altstadt Laufen

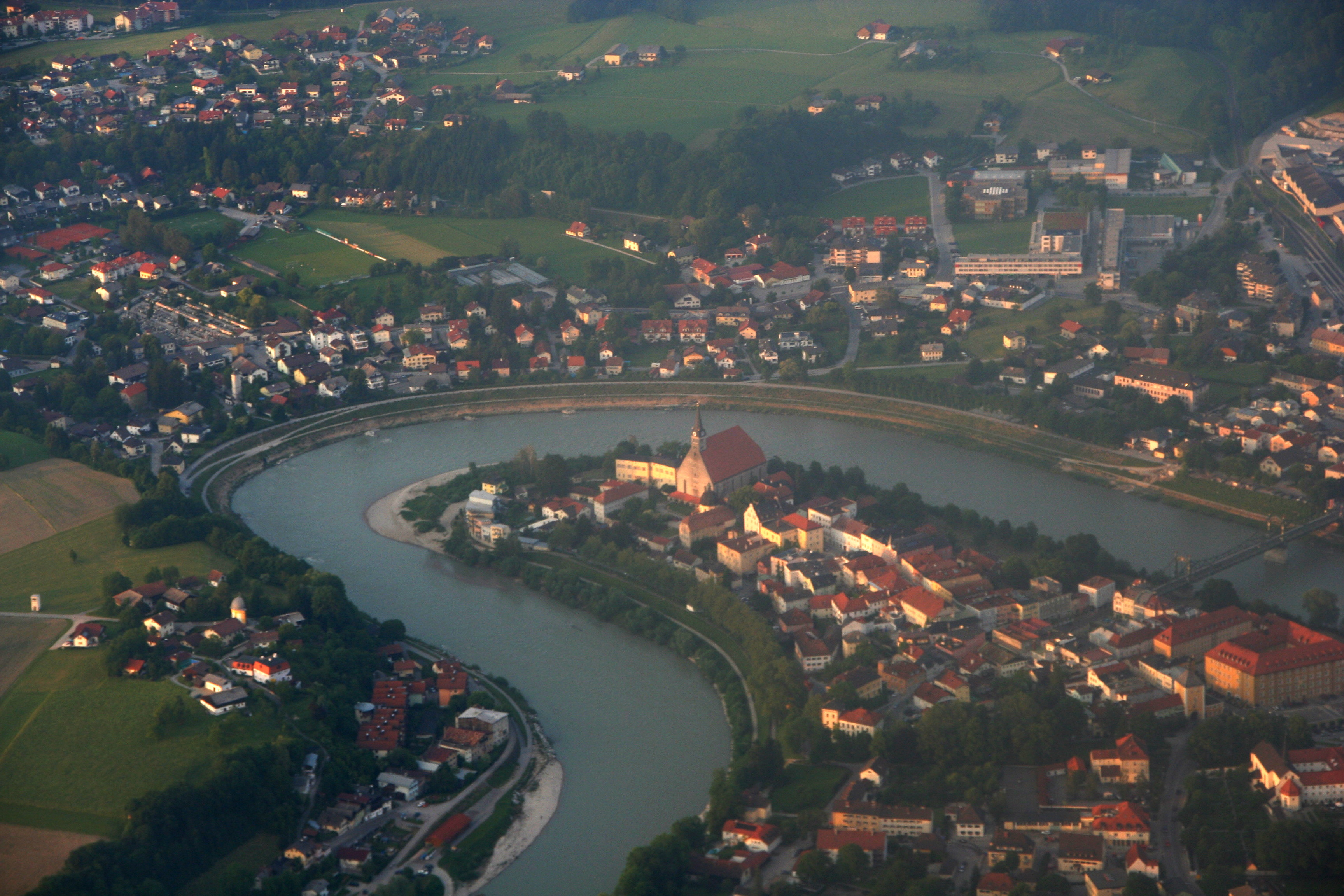

Das Ensemble umfasst die Stadt Laufen in den Grenzen ihrer ehemaligen, im 13. Jahrhundert zuerst genannten Befestigungsanlage, die in Resten noch aufragen oder deren Verlauf noch deutlich ablesbar ist. Die Stadt, 1041 erstmals als urbs genannt, liegt auf einem schmalen, von einem engen Flussbogen der Salzach umflossenen Sporn in Halbinsellage; dieser Stadtraum war im 13. Jahrhundert ausgebaut und ließ eine Erweiterung nicht mehr zu. Laufen gewinnt durch diese Tatsache in besonderer Weise den Rang eines Stadtdenkmals; über den Fluss hinweg ergeben sich von drei Seiten Ansichten eines an seinen Ränder unverbauten, im Wesentlichen spätmittelalterlichen Stadtbildes.
Die Siedlung entfaltete sich im 11./12. Jahrhundert bei einer Burg der Salzburger Erzbischöfe, die am Platz des jetzigen Schlosses und bei der ehemaligen ältesten Kirche St. Peter lag. Sie deckte den Zugang zur Halbinsel von Süden her; ein agilolfingisches Castellum war ihr bereits vorausgegangen. Am rechten Ufer der Salzach, die seit dem frühen Mittelalter mit Schiffen befahren wurde, entstand gegenüber der Halbinsel etwa gleichzeitig die Schiffersiedlung Altach-Oberndorf, die als Vorstadt bis 1816 politisch und wirtschaftlich zu Laufen gehörte. Grundlage für den Aufstieg und die Blüte der Stadt war der Schiffsverkehr auf dem Fluss mit seinen Salztransporten von Reichenhall und Hallein nach Passau und Donau-abwärts und den Wein- und Getreidetransporten flussaufwärts. Die notwendige Umladung und Stapelung der Waren wegen der nicht passierbaren Stromschnellen im engsten Bereich des Flussbogens und die teilweise Weiterführung der Frachten auf einer die Laufener Salzachbrücke querenden Straße brachten der Stadt weitere Vorteile. Sie war seit dem 12. Jahrhundert der wichtigste Handelsplatz des Erzstifts Salzburg, zu dem sie bis 1803 gehörte.
Die Laufener Schiffs- und Handelsherren, zu denen im Spätmittelalter auch zahlreiche Angehörige des Salzburger Adels stießen, stellten sich als Patrizier dar; ihre Lebenshaltung wird u. a. in den großen, meist im Kern spätmittelalterlichen Bürgerhäusern und in dem Bau der monumentalen Hallenkirche und ihren zahlreichen Rotmarmor-Grabdenkmälern noch anschaulich. Im Gegensatz zu dem bürgerlichgroßbürgerlichen Gepräge der Stadt auf der Halbinsel zeigen die Vorstädte mit ihren Reihungen kleiner Wohnhäuser mit Flachsatteldächern einen anderen Charakter; in ihnen hatten sich die Schiffer, Handwerker und Taglöhner niedergelassen (vgl. Ortsteil Obslaufen, Ensemble Freilassinger Straße/Steinerne Gasse).
Durch die politische Neuordnung 1816 kam Laufen an Bayern, die Vorstädte rechts der Salzach verblieben bei Salzburg bzw. Österreich. Die Stadt geriet dadurch in eine Rand- und Grenzlage. Durch die Einrichtung der München-Salzburger Eisenbahn 1860 und den Anschluss Laufens an diese Linie 1890 kam der Schiffsverkehr auf der Salzach zum Erliegen; die Stadt verlor ihre alte Bedeutung als Handels- und Umschlagsplatz und als Verkehrsknotenpunkt von Wasser- und Landstraßen.
Bestimmend für den Stadtgrundriss sind die von Süden nach Norden gerichtete Durchgangsstraße mit zwei Platzausbildungen, dazu der Schlosskomplex im Süden und der ehemalige Stiftsbereich mit der Kirche im Norden. Die Straße tritt beim Oberen Tor (Salzburger Tor) in die Stadt ein. Vor dem Tor, wo die Tittmoninger und die Freilassinger Straße zusammenlaufen, hatte sie bis zur Mitte des 16. Jahrhunderts den Schießgraben zu queren, der sich in den Grünanlagen noch ebenso abzeichnet wie die Bebauung der Straße Am Stadtpark noch dem Verlauf der Stadtmauer an dieser Stelle folgt oder Teile davon sogar enthält. Östlich des Tores beherrscht das Schloss, das der Stadt an dieser Stelle zusätzliche Sicherung bot, den Bereich bis zum Salzachufer. Es war ehemals eigens befestigt. Als Schlossstraße erreicht die Durchgangsstraße den Marienplatz, einen geschlossen umbauten Rechteckplatz mit einem nordwestlich angeschlossenen kleineren Platzraum, der zum Zug der Hauptstraße (Rottmayrstraße) weiterleitet. Der Marienplatz ist der historische Schrannenplatz und obere Markt der Stadt. Seine Öffnung in der Nordostecke erfolgte erst 1902 beim Bau der neuen Salzachbrücke. Über diese Brücke wird seitdem der
Verkehrsstrom gelenkt, während er bis 1899 durch die Rottmayrstraße bis zum Rupertusplatz, dann nordwestlich über den abschüssigen Stadtberg zum Unteren Tor und zur alten Salzachbrücke nach Alt-Oberndorf lief. Der Rupertusplatz, eine kleine Rechteckanlage, ist der historische Hauptmarkt (Unterer Markt) der Stadt; hier befindet sich auch das alte, im 16. Jahrhundert errichtete Rathaus. – Die hintere Rottmayrstraße, an der sich neben bürgerlichen Bauten auch das alte Pfleg- (Finanzamt) und das Amtsgericht befinden, führt in den stillen Bereich der Stiftskirche mit dem ehemaligen Friedhof, den Grabgewölben und der Michaelskapelle; dazu gehören die in Gärten oder auf kleinen Plätzen meist freistehenden ehemaligen Kanonikerhäuser und Schulen.
Während an der Ostseite der Rottmayrstraße die großen Parzellen der ehemaligen Patrizieranwesen mit ihren Rückgebäuden zwischen Marienplatz und Stiftskirche den gesamten Raum geschlossen einnehmen, ist die Westseite stärker durch Gassen aufgelockert, die unregelmäßig und mit Gefälle zur Salzach führen (Schiffmeistergasse, Wallygaßl, Färbergaßl, Stadtberg, Almsche Gasse, Kirchberg). Sie sind meist nicht geschlossen bebaut. Das Stadtbild wird von dem hochaufragenden Bau der Stiftskirche im Norden und dem Schloss im Süden beherrscht. Die Kirche, eine seit 1330 errichtete Halle mit eingestelltem romanischen Turm eines Vorgängerbaus, weist als einziger Bau der Stadt ein monumentales Satteldach auf, das für das Stadtbild charakteristisch ist. Das Schloss ist ein nüchterner, von Erzbischof Wolf Dietrich seit 1608 errichteter Vierflügelbau im salzburgisch-italienischen Palazzo-Stil. Zwischen diesen beiden Monumentalbauten drängen sich die bürgerlichen Wohnbauten des 15. bis 19. Jahrhunderts, die nach der Bauweise der Inn-Salzach-Bürgerhäuser mit hinter Vorschussmauern eingesenkten Grabendächern versehen wird. Die nach zahlreichen Überschwemmungen und Stadtbränden mehrfach erneuerten Häuser entstammen in ihren Untergeschossen überwiegend dem Spätmittelalter. Es handelt sich häufig um hohe, bis zu drei und vier Geschossen aufragende Bauten, regelmäßig mit verputztem zum Teil gegliederten Fassaden und in der Regel mit waagrechten Vorschussmauern, die – oft in einer Hohlkehle auslaufend – die Fronten oben anschließen und das Dach verbergen. An der Ostseite der Stadt sind die mit Galerien und Verbretterungen versehenen Krüppelwalmdächer der Hinterhäuser charakteristisch.
Aktennummer: E-1-72-122-1

### Ensemble Weiler Daring

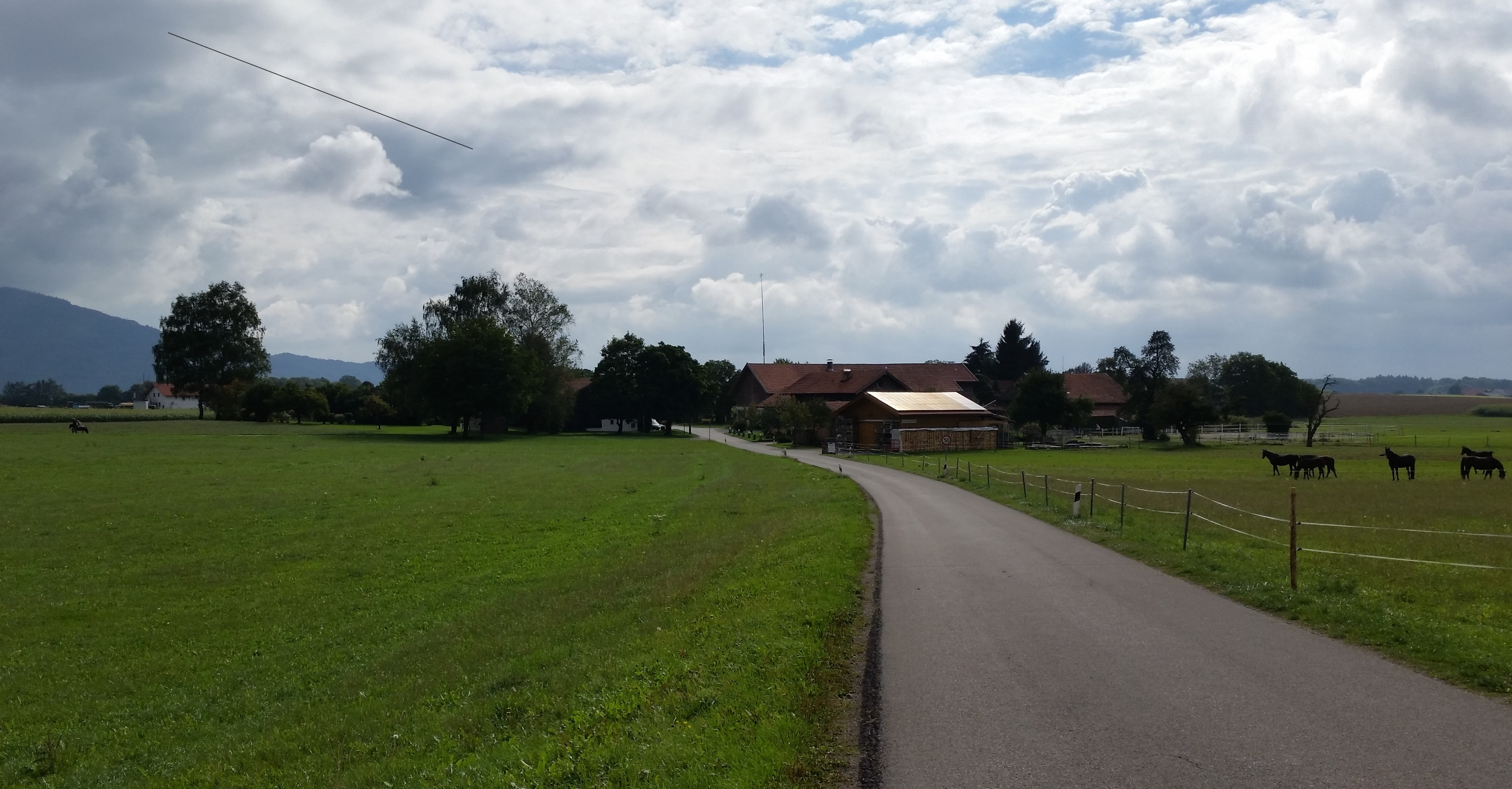

In dem kleinen, auf einer Hochfläche zwischen dem Laufener Salzachtal und dem Abtsdorfer See gelegenen Bauernweiler hat sich in ungewöhnlich
großem Ausmaß die historische Bausubstanz der sechs alten Anwesen erhalten. Sie zeigen eindrucksvoll die Merkmale der historischen Bauernhaustypen des Salzburger Flachgaus.
Es handelt sich um Einfirstanlagen und um Höfe mit Widerkehr, sämtlich mit Flachsatteldächern. Sie sind von Kraut- und Obstgärten umgeben und vorwiegend nach Osten ausgerichtet. Ein urtümlicher Blockbau des 17. Jahrhunderts vertritt den ältesten Typus im Ort, aus dem 18. Jahrhundert haben sich Häuser mit Blockbau-Obergeschossen erhalten, das mittlere 19. Jahrhundert ist mit den für diese Zeit im Flachgau charakteristischen unverputzten Schlackenstein-Bauten vertreten. Schon seit dem frühen 20. Jahrhundert konnten nicht mehr alle Bauernhäuser landwirtschaftlich genutzt werden; aus diesem Grunde entstanden die Aussiedlerhöfe Nrn. 11 und 25 am alten Ortsrand, darüber hinaus auch ein kleines Wohnhaus, Nr. 1. Diese Gebäude gehören nicht zum Ensemble.
Die kleine Kapelle an der Straße setzt einen besonderen Akzent.
Aktennummer: E-1-72-122-2

### Ensemble Weiler Kulbing

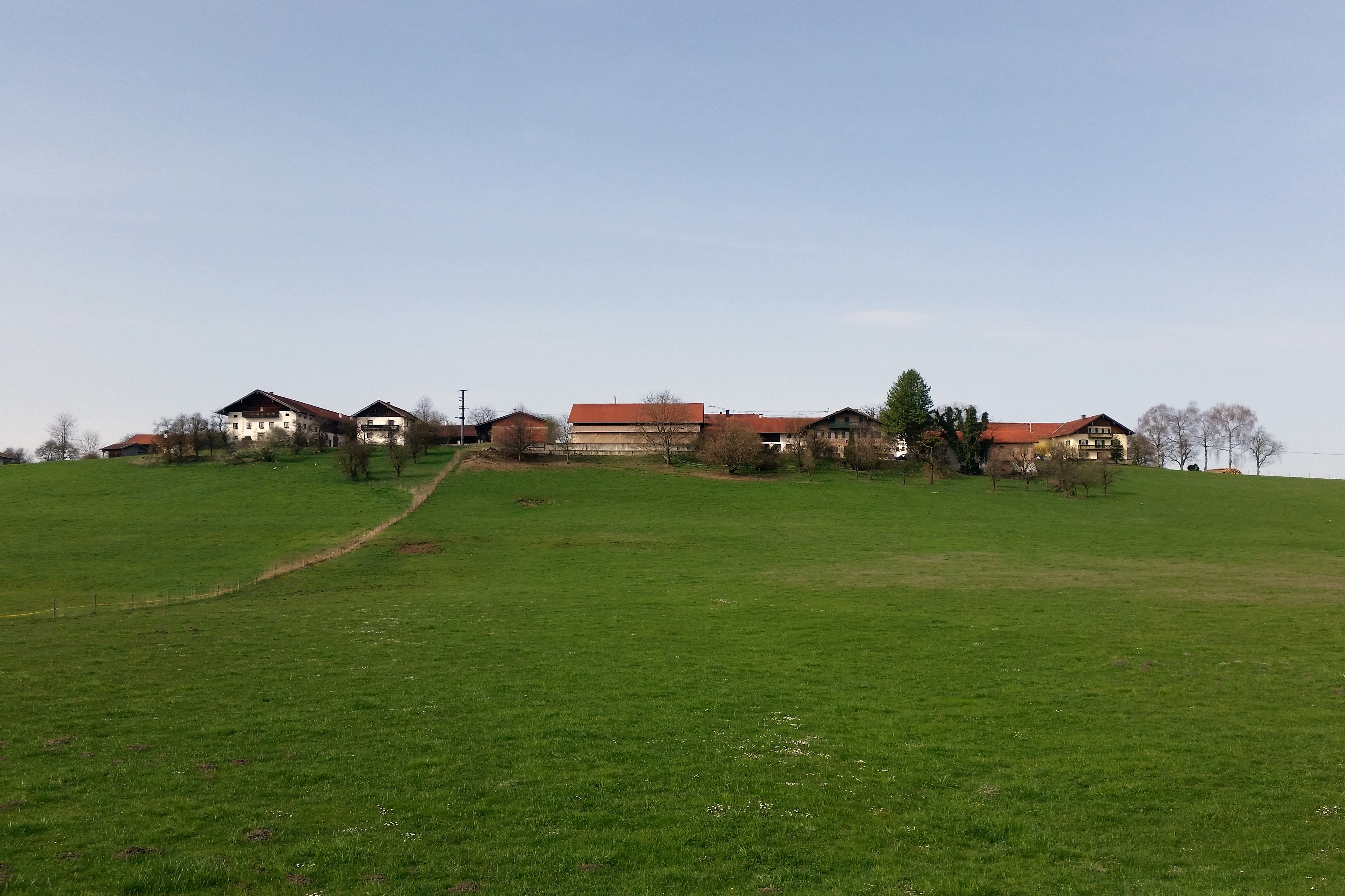

Das Ensemble umfasst die neun alten, durch Zusammenlegungen auf sechs reduzierten bäuerlichen Anwesen des Weilers Kulbing. Der Ort liegt im Moränengebiet des Salzburger Flachgaus, westlich der Salzach, auf einer Anhöhe. Die Höfe reihen sich in Süd-Nord-Richtung, längs eines Weges, in der Regel nach Osten gerichtet. Die Einzigartigkeit des Ensembles ergibt sich aus dem großen Bestand an historischen Bauernhäusern und aus der Tatsache, dass charakteristische Vertreter aus mehreren Jahrhunderten erhalten sind. Es handelt sich um Einfirstanlagen und solche mit Widerkehr. Zwei altertümliche Bauten sind als zweigeschossige unverputzte Blockhäuser des 17./18. Jahrhunderts erhalten. Aus dem frühen 19. Jahrhundert sind verputzte, aus der Zeit um 1900 ein charakteristisches Schlackensteinhäus erhalten. Das große massive Bauernhaus Nr. 18 ist mit seinem für die Mitte des 19. Jahrhunderts typischen steileren Dach für das Ortsbild wichtig; im Übrigen sind Flachsatteldächer die Regel. Details an den einzelnen Bauten, wie das mehrfach auftretende Giebelbundwerk steigern den Rang dieses kleinen Dorfensembles. Aktennummer: E-1-72-122-3.

## Baudenkmäler nach Ortsteilen

### Laufen
| Lage | Objekt | Beschreibung | Akten-Nr.      | Bild                                                  |
| --- | --- | --- | -------------- | ----------------------------------------------------- |
| Am Stadtpark 1 (Standort)                                                                                 | Wohnhaus | dreigeschossiger Walmdachbau mit zweigeschossigem Satteldachanbau, über der mittelalterlichen Stadtmauer errichtet, im Kern vor 1817, 1855 wohl Umbau | D-1-72-122-24  | weitere Bilder                                        |
| Am Stadtpark 5 (Standort)                                                                                 | Wohnhaus | zweieinhalbgeschossiger Kopfbau mit eingesenktem Dach, um Mitte 19. Jahrhundert errichtet; zugehöriger Teil der Stadtmauer, siehe Stadtbefestigung | D-1-72-122-22  | weitere Bilder                                        |
| Färbergaßl 1 (Standort)                                                                                   | Wohnhaus | dreigeschossiger Walmdachbau über unregelmäßigem Grundriss, mit hohem Kellergeschoss, im Kern 16. Jahrhundert, spätere Umbauphasen | D-1-72-122-5   | Wohnhaus                                              |
| Frauenwinkel 1 (Standort)                                                                                 | Wohnhaus | zweigeschossiger, giebelständiger Schopfwalmdachbau mit Putzgliederung, um 1800 | D-1-72-122-6   | Wohnhaus                                              |
| Gordian-Guckh-Straße 1 (Standort)                                                                         | Ehemaliges Bürgerspital, sogenanntes Schlosser-Huber-Haus, dann Krankenhaus, jetzt Wohnhaus                                              | dreigeschossiger Walmdachbau mit zwei kleineren Anbauten, im südlichen Anbau ehemalige Krankenhauskapelle, 1618, im Kern wohl älter, 1784 Erweiterung, 1. Hälfte 19. Jahrhundert, Anfang 20. Jahrhundert Renovierung | D-1-72-122-9   | weitere Bilder                                        |
| Gordian-Guckh-Straße 4 (Standort)                                                                         | Unteres Tor (Zollturm oder Brückentor)                                                                                                   | mittelalterlich, äußere Erscheinung mit Zeltdach 17./18. Jahrhundert | D-1-72-122-10  | weitere Bilder                                        |
| Gordian-Guckh-Straße 6 (Standort)                                                                         | Ehemaliges Zollamt | dreigeschossiger Walmdachbau, eingeschossiger Anbau mit Pultdach, wohl Mitte 19. Jahrhundert, im Kern älter, baulicher Zusammenhang mit Gordian-Guckh-Straße 4 | D-1-72-122-11  | weitere Bilder                                        |
| Landratsstraße 1 (Standort)                                                                               | Ehemaliges Wohnhaus, jetzt Wohn- und Geschäftshaus                                                                                       | dreigeschossiger Flachsatteldachbau mit Vorschussgiebel und klassizistischer Putzgliederung, 17. Jahrhundert, Umbau und Fassadengestaltung um Mitte 19. Jahrhundert | D-1-72-122-14  | weitere Bilder                                        |
| Landratsstraße 2 (Standort)                                                                               | Wohn- und Geschäftshaus | zweigeschossiger Flachsatteldach mit vorstehendem Dach, Front mit schwerem Stützpfeiler, im Kern 17. Jahrhundert | D-1-72-122-16  | weitere Bilder                                        |
| Landratsstraße 4 (Standort)                                                                               | Wohn- und Geschäftshaus | dreigeschossiger, traufseitiger Satteldachbau mit Zwerchgiebel, Front mit Stützpfeiler, 1663–1675 | D-1-72-122-17  | weitere Bilder                                        |
| Landratsstraße 9 (Standort)                                                                               | Ehemaliges Wohnhaus, jetzt Wohn- und Geschäftshaus, sogenanntes Petershaus                                                               | zweigeschossiger Eckbau mit Flachsatteldach und geschweiftem Vorschussgiebel, im Kern 1666, Umbau 18./frühes 19. Jahrhundert | D-1-72-122-19  | weitere Bilder                                        |
| Lebzeltergaßl 2; Rottmayrstraße 4 a (Standort)                                                            | Ehemaliges Wohnhaus, sogenanntes Haus an der Waag, jetzt Wohn- und Geschäftshaus                                                         | viergeschossiger Grabendachbau mit Gewölben im Erd- und Obergeschoss, im Hof Reste von Arkaden und Wandbild, 16. Jahrhundert, im Kern wohl wesentlich älter, 1987/88 Renovierung | D-1-72-122-25  | weitere Bilder                                        |
| Marienplatz (Standort)                                                                                    | Brunnen, sogenannter Marienbrunnen | Brunnenbassin mit Maria Immaculata auf einer Säule, bezeichnet 1692, von Veit Pfaffinger, 1855 erneuert | D-1-72-122-37  | weitere Bilder                                        |
| Marienplatz 1 (Standort)                                                                                  | Ehemaliges Wohnhaus, jetzt Wohn- und Geschäftshaus                                                                                       | dreieinhalbgeschossiger Grabendachbau mit Vorschussmauer, Hohlkehle und kleinem Anbau, 18. Jahrhundert | D-1-72-122-26  | weitere Bilder                                        |
| Marienplatz 2 (Standort)                                                                                  | Wohnhaus | viergeschossiger Grabendachbau mit Vorschussmauer und Hohlkehle, 18. Jahrhundert | D-1-72-122-28  | weitere Bilder                                        |
| Marienplatz 3 (Standort)                                                                                  | Wohnhaus | dreigeschossiger Grabendachbau mit Vorschussmauer, 17. Jahrhundert, Fassadengestaltung zweite Hälfte 19. Jahrhundert | D-1-72-122-29  | weitere Bilder                                        |
| Marienplatz 5 (Standort)                                                                                  | Wohn- und Geschäftshaus | dreigeschossiger Eckbau mit Mansarddach, reicher Putzgliederung, Neubarock, im Kern wohl nach 1842, Umbau 1902 | D-1-72-122-30  | weitere Bilder                                        |
| Marienplatz 7 (Standort)                                                                                  | Wohn- und Geschäftshaus | dreigeschossiger Walmdachbau mit Putzgliederung, Neubarock, nach 1842 | D-1-72-122-31  | weitere Bilder                                        |
| Marienplatz 8 (Standort)                                                                                  | Wohn- und Geschäftshaus | dreigeschossiger Walmdachbau mit zur Hälfte vorgezogener Front und Segmentbogenfenster, nach 1842 | D-1-72-122-32  | weitere Bilder                                        |
| Marienplatz 14 (Standort)                                                                                 | Ehemalige Hoftaverne, jetzt Gasthof | dreigeschossiger Eckbau mit Grabendach, wohl aus drei Häusern zusammengezogen, im Kern spätmittelalterlich, äußere Erscheinung 18./19. Jahrhundert | D-1-72-122-33  | weitere Bilder                                        |
| Marienplatz 15 (Standort)                                                                                 | Wohn- und Geschäftshaus | dreieinhalbgeschossiger Flachsatteldachbau mit Vorschussmauer, im Kern 17./18. Jahrhundert, Fassadengestaltung Ende 19. Jahrhundert | D-1-72-122-34  | Wohn- und Geschäftshaus                               |
| Marienplatz 16 (Standort)                                                                                 | Ehemaliges Patrizierhaus, sogenanntes Schiffmeister Tettenbacher-Haus, jetzt Wohn- und Geschäftshaus                                     | ursprünglich bauliche Gruppe mit Marienplatz 17, viergeschossiger Eckbau mit Grabendach, Vorschussmauer und Hohlkehle, klassizistische Fassadengestaltung, im Kern spätmittelalterlich, Umbau 1651, Fassadengestaltung zweites Drittel 19. Jahrhundert, Geschäftseinbau Ende 19. Jahrhundert; Hausmadonna, mit Kupferbedachung, drittes Viertel 17. Jahrhundert | D-1-72-122-35  | weitere Bilder                                        |
| Marienplatz 17 (Standort)                                                                                 | Ehemaliges Patrizierhaus, dann Apotheke, jetzt Wohn- und Geschäftshaus                                                                   | ursprünglich bauliche Gruppe mit Marienplatz 16, dreieinhalbgeschossiger Eckbau mit Grabendach, Vorschussmauer und Hohlkehle, im Kern spätmittelalterlich, im 19. Jahrhundert Umbau | D-1-72-122-36  | weitere Bilder                                        |
| Rathausplatz 1 (Standort)                                                                                 | Ehemaliges Stadthaus, ehemaliges erzbischöfliches Pflegamt, dann Landgericht, dann Landratsamt, jetzt Rathaus, sogenanntes Neues Rathaus | freistehender viergeschossiger Walmdachbau mit dreigeschossigen Anbauten und rückseitigen Treppenturm, im Kern Ende 15. Jahrhundert, bauliche Veränderungen 1715, 1786, 1789 und später | D-1-72-122-18  | weitere Bilder                                        |
| Rathausplatz 3 / Von-Brandl-Straße 2 (Standort)                                                           | Ehemaliges Gefängnis, jetzt Wohnhaus, Stadtarchiv und Volkshochschule                                                                    | freistehender dreigeschossiger Walmdachbau mit aufwendiger Putzgliederung, in historisierenden Formen, 1891–1892, Umbau nach 1976 | D-1-72-122-20  | weitere Bilder                                        |
| Rottmayrplatz 1, Schiffmeistergasse 20 (Standort)                                                         | Ehemaliges Stiftsherrenhaus, dann Schule, jetzt Wohn- und Geschäftshaus                                                                  | vermutlich Geburtshaus des Malers Johann Michael Rottmayr, dreigeschossiger freistehender Halbwalmdachbau, 1653, um 1910/20 Ausbau zur Schule | D-1-72-122-41  | weitere Bilder                                        |
| Rottmayrstraße 1 (Standort)                                                                               | Ehemaliges Wohnhaus, jetzt Wohn- und Geschäftshaus                                                                                       | viergeschossiger Pultdachbau mit schräg anlaufendem Sockelgeschoss, Vorschussmauer und Hohlkehle, im Kern 16. Jahrhundert | D-1-72-122-42  | weitere Bilder                                        |
| Rottmayrstraße 2 (Standort)                                                                               | Gasthof | dreigeschossiger Eckbau mit Grabendach, Vorschussmauer, Hohlkehle und gewölbtem Erdgeschoss, im Kern frühes 16. Jahrhundert, Fassaden 16.–18. Jahrhundert | D-1-72-122-44  | weitere Bilder                                        |
| Rottmayrstraße 3 (Standort)                                                                               | Ehemaliger Gasthof | dreigeschossiger Schopfwalmdachbau mit Konsolgesims und Putzgliederung, klassizistisch, 1844, im Kern wohl älter; Nebengebäude, dreigeschossig mit Durchfahrt, 1844, im Kern wohl älter | D-1-72-122-45  | weitere Bilder                                        |
| Rottmayrstraße 4 (Standort)                                                                               | Gasthaus, sogenannter Schifferwirt | dreieinhalbgeschossiger Grabendachbau mit Vorschussmauer, Stützpfeiler und gewölbtem Erdgeschoss, im Kern 16. Jahrhundert | D-1-72-122-46  | weitere Bilder                                        |
| Rottmayrstraße 5 (Standort)                                                                               | Wohn- und Geschäftshaus | zweieinhalbgeschossiger Walmdachbau, klassizistischer Fassadengestaltung, im Kern 16./17. Jahrhundert, Erneuerung nach Brand von 1843 | D-1-72-122-47  | weitere Bilder                                        |
| Rottmayrstraße 6 (Standort)                                                                               | Wohnhaus | dreigeschossiger Halbwalmdachbau mit Vorschussmauer, im Kern 16./17. Jahrhundert | D-1-72-122-48  | weitere Bilder                                        |
| Rottmayrstraße 7 (Standort)                                                                               | Wohnhaus | langgestreckter dreigeschossiger Eckbau mit Walmdach und seitlicher Durchfahrt, im Kern 16./17. Jahrhundert, Fassadengestaltung nach Brand von 1843 | D-1-72-122-49  | weitere Bilder                                        |
| Rottmayrstraße 8 und 10 (Standort)                                                                        | Ehemaliges Wohn- und Geschäftshaus, jetzt Seniorenwohnhaus                                                                               | dreigeschossiger Krüppelwalmdachbau mit Vorschussmauer, Durchfahrt und seitlichem Erker, im Kern 16. Jahrhundert; Hinterhaus, zweigeschossiger Walmdachbau, im Erdgeschoss Gewölbe, im Kern 17. Jahrhundert | D-1-72-122-50  | weitere Bilder                                        |
| Rottmayrstraße 9 (Standort)                                                                               | Wohn- und Geschäftshaus | dreigeschossiger Flachsatteldachbau, im Kern 16./17. Jahrhundert, Fassade nach Brand von 1843 | D-1-72-122-51  | weitere Bilder                                        |
| Rottmayrstraße 11 (Standort)                                                                              | Wohn- und Geschäftshaus | viergeschossiger Walmdachbau mit Segmentbogenfenster und Vorschussmauer, im Kern 16./17. Jahrhundert, Fassadengestaltung nach Brand von 1843 | D-1-72-122-53  | weitere Bilder                                        |
| Rottmayrstraße 13 (Standort)                                                                              | Ehemaliges Pflegamt, dann Rentamt, jetzt Finanzamt                                                                                       | dreieinhalbgeschossiger Eckbau mit Walmdach, Ende 15. Jahrhundert erbaut, 1663 durch Brand zerstört, Wiederaufbau 1670–72, mehrfach umgebaut, rückwärts baulicher Zusammenhang mit Schiffmeistergasse 16 | D-1-72-122-55  | weitere Bilder                                        |
| Rottmayrstraße 14 (Standort)                                                                              | Ehemaliges Brothaus, dann Wohnhaus | dreigeschossiger Walmdachbau mit Vorschussmauer, 17. Jahrhundert; kleiner erdgeschossiger Ladenvorbau mit Pultdach, 18. Jahrhundert | D-1-72-122-56  | weitere Bilder                                        |
| Rottmayrstraße 15 (Standort)                                                                              | Ehemaliges Amtsgericht, dann Wohnhaus, jetzt Finanzamt                                                                                   | dreigeschossiger Eckbau mit Satteldach mit Schweifgiebel und traufseitigem Flügel, 1864 anstelle des ehemaligen Kastengebäudes erbaut, nach 1900 aufgestockt | D-1-72-122-57  | weitere Bilder                                        |
| Rottmayrstraße 16 (Standort)                                                                              | Ehemaliges Rathaus, jetzt Volkshochschule                                                                                                | viergeschossiger Mansardwalmdachbau, mit geschweifter Vorschussmauer und Giebelreiter, 1565, Fassadengestaltung von 1796 und 1863, 2002 saniert; Rückgebäude, ehemaliger Ratsdienerstock, dreigeschossiger Pultdachbau, 1671, 2001 saniert | D-1-72-122-58  | weitere Bilder                                        |
| Rottmayrstraße 18 (Standort)                                                                              | Ehemaliges Schiffmeisterhaus, jetzt Wohn- und Geschäftshaus                                                                              | viergeschossiger Grabendachbau mit Vorschussmauer und Hohlkehle, 17. Jahrhundert, Fassadengestaltung um Mitte 19. Jahrhundert; Hausmadonna, mit Kupferbedachung, wohl Mitte 19. Jahrhundert | D-1-72-122-59  | weitere Bilder                                        |
| Rottmayrstraße 20 (Standort)                                                                              | Ehemaliges Patrizierhaus, dann Gasthaus „zum Hufnagel“, jetzt Wohnhaus                                                                   | viergeschossiger Grabendachbau mit Vorschussmauer und Hohlkehle, 16. Jahrhundert, Fassadengestaltung 18. Jahrhundert | D-1-72-122-60  | weitere Bilder                                        |
| Rottmayrstraße 24 (Standort)                                                                              | Ehemaliges Schiffmeisterhaus, dann Wohn- und Geschäftshaus                                                                               | stattlicher dreigeschossiger Traufseitbau mit Satteldach, östlich angeschlossener Anbau mit Grabendach, im Kern 16. Jahrhundert, Haupthaus ausgebaut 1690 und 1707 (dendrochronologisch datiert), Dachwerk 1792 (dendrochronologisch datiert) und 19. Jahrhundert, Portal um 1800, Fassadengestaltung frühes 20. Jahrhundert | D-1-72-122-61  | weitere Bilder                                        |
| Rottmayrstraße 26 (Standort)                                                                              | Ehemaliges Schiffmeisterhaus, dann Wohn- und Geschäftshaus                                                                               | stattlicher dreieinhalbgeschossiger Grabendachbau mit Vorschussmauer, Hohlkehle und spätgotischem Portal, 16. Jahrhundert | D-1-72-122-62  | weitere Bilder                                        |
| Rottmayrstraße 30 (Standort)                                                                              | Ehemalige Lederhandlung, dann Wohn- und Geschäftshaus                                                                                    | stattlicher dreigeschossiger Eckbau mit Walmdach und straßenseitigen Trockenlucken, klassizistische Fassadengestaltung, rückseitig drei hölzerne Krüppelwalmgiebel mit Galerien zum Trocknen, im Kern wohl 15. Jahrhundert, Umbau 18. Jahrhundert, Fassadengestaltung Anfang 19. Jahrhundert | D-1-72-122-63  | Ehemalige Lederhandlung, dann Wohn- und Geschäftshaus |
| Rupertusplatz (Standort)                                                                                  | Rupertusbrunnen | Figur des hl. Rupert auf Sockel mit Brunnenbecken aus Rotmarmor, von Valentin Kraus, 1914 | D-1-72-122-66  | weitere Bilder                                        |
| Rupertusplatz 1 (Standort)                                                                                | Wohn- und Geschäftshaus | viergeschossiger Eckbau mit flachem Walmdach und Erker, im Kern wohl 17./18. Jahrhundert, Umgestaltung nach Brand von 1843 | D-1-72-122-65  | weitere Bilder                                        |
| Salzach; Salzachbrücke in Laufen (Standort)                                                               | Straßenbrücke über die Salzach, sogenannte Länderbrücke                                                                                  | Hängebrücke aus Eisen mit zwei wappengeschmückten Pylonen als Triumphbögen ausgeführt und Inschrifttafeln, in Formen des Jugendstils, bezeichnet mit 1902/03 | D-1-72-122-38  | weitere Bilder                                        |
| Schiffmeistergasse 1 (Standort)                                                                           | Ehemaliges Stadtschiffmeisterhaus, jetzt Wohn- und Geschäftshaus                                                                         | viergeschossiger Eckbau mit Pultdach, im Kern 17./18. Jahrhundert, Umbau und Fassadengestaltung 1871 | D-1-72-122-67  | weitere Bilder                                        |
| Schiffmeistergasse 8 (Standort)                                                                           | Ehemaliges Gerberhaus, jetzt Wohnhaus | viergeschossiger giebelständiger Flachsatteldachbau mit vorkragenden Obergeschossen, Erdgeschoss und Treppenhaus mit Gewölben, im Kern 16./17. Jahrhundert | D-1-72-122-69  | Ehemaliges Gerberhaus, jetzt Wohnhaus                 |
| Schiffmeistergasse 10 (Standort)                                                                          | Wohnhaus | dreigeschossiger Satteldachbau, an der Fassade bezeichnet mit 1765, im Kern wohl 16./17. Jahrhundert | D-1-72-122-70  | Wohnhaus                                              |
| Schiffmeistergasse 15 (Standort)                                                                          | Ehemaliges Schiffmeisterhaus, im 16. Jahrhundert Taverne, dann Asyl und Waisenhaus, sogenanntes Brandlisches Waisenhaus                  | dreigeschossiger, um Innenhof geordneter Dreiflügelbau mit langgestreckter Front zur Salzach, Walmdächern und Durchfahrt, Umbau nach 1885, im Kern älter | D-1-72-122-72  | weitere Bilder                                        |
| Schiffmeistergasse 16 (Standort)                                                                          | Wohnhaus | viergeschossiger Grabendachbau mit Vorschussmauern und Nagelfluh Türbogen, 17. Jahrhundert, im Kern älter, rückwärts baulicher Zusammenhang mit Rottmayrstraße 13 | D-1-72-122-73  | Wohnhaus                                              |
| Schiffmeistergasse 19 (Standort)                                                                          | Wohnhaus | zweigeschossiger Walmdachbau, im Kern wohl 17./18. Jahrhundert | D-1-72-122-74  | Wohnhaus                                              |
| Schiffmeistergasse 35; Frauenwinkel 5; Schloßstraße 11; Rathausplatz 3; Gordian-Guckh-Straße 4 (Standort) | Stadtbefestigung | In Teilen an der West-, Süd- und Ostseite erhaltene ehemalige Ummauerung der Stadt, jetzt unterbrochen und teilweise überbaut; die Stadtbefestigung wurde erstmals 1251 erwähnt, erste Verbesserung und Verstärkung 1520, dann 1646/47 und 1663/64; die Stadtmauer hatte eine Höhe von 12 bis 13 Meter, die Stärke der Mauer betrug im unteren Bereich 150 cm im oberen 70 cm und war mit Zinnen bekrönt, dahinter befand sich ein Wehrgang mit Schießscharten; Von den ehemals 26 Türmen sind noch vier erhalten; Oberes Stadttor, sogenanntes Salzburger Tor, Torturm, viergeschossiger Turm mit Zeltdach, Glockentürmchen und Durchfahrt, erste Hälfte 13. Jahrhundert, Umgestaltung 16. und 17. Jahrhundert; Unteres Stadttor, sogenannter Almscher Turm, Torturm, dreigeschossiger Turm mit Zeltdach, Durchfahrt und starkem Wulst, erste Hälfte 13. Jahrhundert, Umgestaltung 16. und 17. Jahrhundert; Wehrturm, viergeschossiger Turm mit Zeltdach, mittelalterlich, Umgestaltung 1891/92, Einheit mit Rathausplatz 3 und Von-Brandl-Straße 2; Sogenannter Zinkenturm, Wehrturm, dreigeschossiger Turm mit Mansarddach und Putzgliederung, vor 1343, 18. Jahrhundert Dachumbau, erste Hälfte 19. Jahrhundert Fassadengestaltung, 1899, ehemaliges Untergeschoss verfüllt | D-1-72-122-1   | Stadtbefestigung                                      |
| Schiffmeistergasse 37 (Standort)                                                                          | Wohnhaus | dreigeschossiger traufständiger Flachsatteldachbau mit Putzgliederung, biedermeierlich, bezeichnet 1839; rückseitig Reste der Stadtmauer, siehe Stadtbefestigung | D-1-72-122-79  | weitere Bilder                                        |
| Schloßplatz 1 (Standort)                                                                                  | Ehemaliges erzbischöfliches Schloss | viergeschossiger Vierflügelbau um einen Innenhof, mit Durchfahrt, von Johann Baptist Ninnguarda, 1591–1606 auf mittelalterlichen Resten begonnen, 1606–1612 von Egon Riedl weitergeführt, 1697–1702 abgeschlossen, um 1862 Umbau zur Strafanstalt, 1970–1992 Umbau zum Wohn- und Geschäftsgebäude durch Gottfried Lobmayr; Nebengebäude, viergeschossiger Walmdachbau, gleichzeitig; hohe Stützmauer, bezeichnet 1800, durch Fürstbischof Colloredo errichtet, östlich | D-1-72-122-81  | weitere Bilder                                        |
| Schloßplatz 4 (Standort)                                                                                  | Ehemaliger Friedhof | seit 1985 Gedenkstätte, ummauerte Anlage westlich der Klosterkirche, angelegt 1828 ff., mit offenen Gruftarkaden östlich längs der Kirche, mit Braunscher Gruftkapelle, neugotisch, 1866, und mit großem Friedhofskruzifix, um Mitte 19. Jahrhundert | D-1-72-122-83  | weitere Bilder                                        |
| Schloßplatz 4 (Standort)                                                                                  | Ehemaliges Kapuzinerkloster | Ehem. Kapuzinerklosterkirche St. Peter, Saalkirche mit zum Schloßplatz abgewalmtem Satteldach und Dachreiter, errichtet ab 1655, Weihe 1659, nach Brand von 1887 wiederaufgebaut; mit Ausstattung; ehem. Klostergebäude, dreigeschossige Dreiflügelanlage mit Satteldach, östlich an die Klosterkirche angeschlossen, 1655, Wiederaufbau 1888, heute Bildungszentrum; Klostermauer, 1658 | D-1-72-122-82  | Ehemaliges Kapuzinerkloster                           |
| Schloßplatz 7 (Standort)                                                                                  | Gasthof, sogenannt zum Kronprinz | freistehender, dreigeschossiger Walmdachbau, rückseitig zwei Anbauten, ein- bzw. dreigeschossig mit Satteldach, vor 1817, Umbau 1845; mit biedermeierlicher Haustür | D-1-72-122-84  | Gasthof, sogenannt zum Kronprinz                      |
| Schloßstraße 3 (Standort)                                                                                 | Wohn- und Geschäftshaus | zweigeschossiger Walmdachbau mit Putzgliederung, wohl 18. Jahrhundert | D-1-72-122-85  | weitere Bilder                                        |
| Schloßstraße 7 (Standort)                                                                                 | Wohn- und Geschäftshaus | dreigeschossiger Pultdachbau mit einem Teil der Front vorgezogen, Vorschussmauer und Konsolenfries, im Kern 17./18. Jahrhundert | D-1-72-122-86  | weitere Bilder                                        |
| Schloßstraße 8 (Standort)                                                                                 | Wohn- und Geschäftshaus | dreigeschossiger Satteldachbau mit Vorschussgiebel und Durchfahrt, an Portal bezeichnet mit 1815 | D-1-72-122-87  | weitere Bilder                                        |
| Schloßstraße 11 (Standort)                                                                                | Oberes Stadttor, sogenanntes Salzburger Tor                                                                                              | Torturm, viergeschossiger Turm mit Zeltdach, Glockentürmchen und Durchfahrt, erste Hälfte 13. Jahrhundert, Umgestaltung 16. und 17. Jahrhundert | D-1-72-122-88  | weitere Bilder                                        |
| Schloßstraße 14 (Standort)                                                                                | Ehemaliges Wohnhaus, jetzt Wohn- und Geschäftshaus                                                                                       | dreigeschossiger Pultdachbau mit Vorschussmauer und klassizistischer Fassadengestaltung, Anfang 19. Jahrhundert | D-1-72-122-89  | weitere Bilder                                        |
| Schloßstraße 16 (Standort)                                                                                | Ehemaliges Wohnhaus, jetzt Wohn- und Geschäftshaus                                                                                       | zweigeschossiger Satteldachbau mit Vorschussmauer und Konsolenfries, wohl Anfang 19. Jahrhundert | D-1-72-122-90  | weitere Bilder                                        |
| Schloßstraße 18 (Standort)                                                                                | Wohn- und Geschäftshaus | zweigeschossiger Bau mit vorstehendem Flachsatteldach und Putzfassade in historisierenden Formen, Ende 19. Jahrhundert, im Kern älter | D-1-72-122-91  | weitere Bilder                                        |
| Spannbruckerplatz 1 (Standort)                                                                            | Ehemaliges Kanonikerhaus, jetzt Wohnhaus                                                                                                 | drei- bis viergeschossiger Zweiflügelbau mit Walmdächern und Durchgang, 17./18. Jahrhundert | D-1-72-122-93  | weitere Bilder                                        |
| Spannbruckerplatz 2, Rottmayrstraße 32 (Standort)                                                         | Kath. Pfarr- und Stiftskirche Zu Unserer Lieben Frau                                                                                     | Pfarrei seit Mitte 12. Jh. nachgewiesen, seit 1621 auch Stiftskirche, Umbau zur gotischen Hallenkirche mit geradem Chorschluss 1330–1340 unter Einbeziehung des Turmunterbaus der romanischen Basilika des 12./13. Jh. wohl durch Baumeister Konrad Schrank, weitere Umgestaltungen im 15. und 17. Jh., Sakristeineubau 1515/16; mit Ausstattung; Michaelskapelle (Maria-Hilf-Kapelle), zweigeschossiger Zentralbau, mit der Kirche durch Arkadengang verbunden, Untergeschoss wohl ehem. Taufkapelle des 8./9. Jh., später Karner, Oberbau 14. Jh., ehemals rund mit östlicher Konche, ab 1682 zum unregelmäßigen Neuneck verändert; mit Ausstattung; kreuzgangartig um drei Seiten der Kirche gelegter rippengewölbter Bogengang mit offenen Arkaden für Grablegen reicher Familien, 15./16. Jh., Erweiterung durch Holzgang an der Ostseite, 17. Jh.; sog. Bruderschaftsgewölbe, Arkadengang mit romanischen Tuffsteinsäulen und Grabplatten, 17. Jh.; ehem. Friedhof, Terrasse westlich vor der Kirche über hoher Stützmauer, 1828 aufgelassen; Totenleuchte, Nagelfluh, mittelalterlich; Kruzifix, sog. Wasserherrgott, 18. Jh. | D-1-72-122-94  | weitere Bilder                                        |
| Spannbruckerplatz 4; Spannbruckerplatz 6 (Standort)                                                       | Ehemaliger Dekanshof, jetzt Pfarrhof | dreigeschossiger Flachwalmdachbau mit Hohlkehle, 1625–27, Umbauten nach 1842, Südteil im Kern vor 1580; mit Ausstattung; Ehemaliger Teil des Friedhofs, jetzt Pfarrgarten; Gartenpavillon, zweigeschossiger Mansarddachbau, 3. Viertel 19. Jahrhundert; im Pfarrgarten | D-1-72-122-96  | weitere Bilder                                        |
| Stadtberg 1 (Standort)                                                                                    | Wohn- und Geschäftshaus | dreieinhalbgeschossiger Eckbau mit Walmdach, Erker und viergeschossigem Anbau, barocke Putzgliederungen, 17./18. Jahrhundert | D-1-72-122-97  | weitere Bilder                                        |
| Stadtberg 2 (Standort)                                                                                    | Wohnhaus | dreigeschossiger Eckbau mit Grabendach und Vorschussmauer, 16. Jahrhundert | D-1-72-122-98  | Wohnhaus                                              |
| Stadtberg 3 (Standort)                                                                                    | Wohn- und Geschäftshaus | viergeschossiger Grabendachbau mit kleinem erdgeschossigen Anbau, Vorschussmauer und Hohlkehle, 17./18. Jahrhundert | D-1-72-122-99  | Wohn- und Geschäftshaus                               |
| Stadtberg 5 (Standort)                                                                                    | Ehemaliges Gasthaus, jetzt Wohnhaus | dreieinhalbgeschossiger Grabendachbau mit Vorschussmauer, Hohlkehle und Erker, Erdgeschoss mit spätgotischem Portal und Tor, bezeichnet mit 1487, 17./18. Jahrhundert Umbau der Obergeschosse, 1803 | D-1-72-122-100 | Ehemaliges Gasthaus, jetzt Wohnhaus                   |
| Stadtberg 7 (Standort)                                                                                    | Wohnhaus | zweigeschossiger Eckbau mit vorstehendem Flachsatteldach, Balkon und Treppe, im Kern 17./18. Jahrhundert, Ende 19. Jahrhundert | D-1-72-122-101 | weitere Bilder                                        |
| Tittmoninger Straße 6 (Standort)                                                                          | Evangelisch-Lutherische Jesuskirche | verputzter Saalbau mit Satteldach, flankierender Glockenturm mit Eingangsportal, nach Entwürfen von Hermann Heinrich und Horst Schwabe, 1934/35, an der östlichen Giebelwand Darstellung der „Bergpredigt“, von Walter Röstel, gleichzeitig; mit Ausstattung | D-1-72-122-256 | weitere Bilder                                        |
| Von-Brandl-Straße 8 (Standort)                                                                            | Wohnhaus, sogenanntes Hierzegger-Schlössl                                                                                                | dreigeschossiger Walmdachbau mit Konsolenfries, 1612, Anbauten später, Fassadengestaltung um Mitte 19. Jahrhundert; Kapelle mit vorkragendem Walmdach, bezeichnet 1607; mit Ausstattung; nordöstlich an der Gartenmauer | D-1-72-122-105 | Wohnhaus, sogenanntes Hierzegger-Schlössl             |
| Von-Brandl-Straße 12 (Standort)                                                                           | Ehemaliger Bier- und Eiskeller | große tonnengewölbte Anlage aus Ziegelmauerwerk, frühes 19. Jh. nicht nachqualifiziert, im Bayerischen Denkmal-Atlas nicht kartiert | D-1-72-122-253 | BW                                                    |
| Wagnergasse 1 (Standort)                                                                                  | Wohn- und Geschäftshaus | dreigeschossiger Satteldachbau mit gewölbtem Durchgang, bezeichnet mit 1855 | D-1-72-122-107 | Wohn- und Geschäftshaus                               |
| Wagnergasse 2 (Standort)                                                                                  | Ehemaliges Zeughaus, dann Wohnhaus, jetzt Wohn- und Geschäftshaus                                                                        | dreigeschossiger Eckbau mit Pultdach, Putzgliederung und Vorschussmauer, 17./18. Jahrhundert | D-1-72-122-108 | weitere Bilder                                        |
| Wagnergasse 3 (Standort)                                                                                  | Ehemaliger Stadel, dann Wohnhaus | zweigeschossiger Kopfbau mit Krüppelwalmdach, 1826 | D-1-72-122-109 | weitere Bilder                                        |
| Wagnergasse 4 (Standort)                                                                                  | Wohnhaus | zweigeschossiger Bau mit Flachsatteldach, 18. Jahrhundert | D-1-72-122-110 | Wohnhaus                                              |

### Arbisbichl
| Lage                              | Objekt                              | Beschreibung | Akten-Nr.      | Bild |
| --------------------------------- | ----------------------------------- | --- | -------------- | ---- |
| Osinger Weg 2 (Standort)          | Ehemaliges Bauernhaus mit Widerkehr | zweigeschossiger Flachsatteldachbau in Blockbauweise mit Giebellaube und Taubenkobel, 17. Jahrhundert, Dach 19. Jahrhundert | D-1-72-122-113 | BW   |
| Tittmoninger Straße 86 (Standort) | Wohnteil eines Bauernhauses         | zweigeschossiger Flachsatteldachbau mit Obergeschoss in Blockbauweise und Giebellaube, 18. Jahrhundert                      | D-1-72-122-114 | BW   |

### Burgfeld
| Lage                              | Objekt                                            | Beschreibung | Akten-Nr.      | Bild                                          |
| --------------------------------- | ------------------------------------------------- | --- | -------------- | --------------------------------------------- |
| Bahnhofstraße (Standort)          | Kapelle St. Antonius                              | Rundbau mit Kegeldach und offene säulengestützte Vorhalle mit Walmdach, 1912; mit Ausstattung                                                                       | D-1-72-122-118 | Kapelle St. Antonius                          |
| Dr.-Einhauser-Straße 5 (Standort) | Kalvarienbergkapelle, sogenannte Sapplkapelle     | Satteldachbau mit dreiseitigem Schluss, neugotisch, um 1860; mit monumentaler Kreuzigungsgruppe und Arme-Seelen-Gruppe, von Georg Winkler, 1948; am Ende der Straße | D-1-72-122-119 | Kalvarienbergkapelle, sogenannte Sapplkapelle |
| Seethalerstraße (Standort)        | Wegkapelle St. Maria, sogenannte Seethalerkapelle | barocker Schopfwalmdachbau mit Putzgliederung und offener Vorhalle auf Säulen, bezeichnet 1725; mit Ausstattung                                                     | D-1-72-122-120 | weitere Bilder                                |
| Teisendorfer Straße 5 (Standort)  | Ehemaliges Bauernhaus, jetzt Wohnhaus             | zweigeschossiger Satteldachbau mit Kniestock, Zwerchhaus, historistische Fassadengestaltung, 1890                                                                   | D-1-72-122-121 | weitere Bilder                                |
| Teisendorfer Straße 56 (Standort) | Bauernhaus, sogenannter Pflegerhof                | Einfirsthof mit Mittertenne, zweigeschossiger massiver Schopfwalmdachbau mit Hochlaube, 1865                                                                        | D-1-72-122-122 | BW                                            |

### Daring
| Lage                 | Objekt                      | Beschreibung | Akten-Nr.      | Bild           |
| -------------------- | --------------------------- | --- | -------------- | -------------- |
| Daring 2 (Standort)  | Bauernhaus, Einfirsthof     | zweigeschossiger Flachsatteldachbau in Blockbauweise mit Mittertenne, Giebellaube und Taubenkobel, wohl 18. Jahrhundert | D-1-72-122-123 | BW             |
| Daring 4 (Standort)  | Bauernhaus mit Widerkehr    | zweigeschossiger Satteldachbau aus Achthaler Schlackenmauerwerk, im Giebelfeld aufgemalt, mit Hochlaube und Lourdesmadonna, 1859                                                                                                | D-1-72-122-124 | weitere Bilder |
| Daring 7 (Standort)  | Wohnteil eines Bauernhauses | zweigeschossiger Flachsatteldachbau mit massivem Erdgeschoss und Obergeschoss in Blockbauweise, Giebellaube, Hochlaube, Giebelbundwerk und Taubenkobel, im Kern wohl 17. Jahrhundert, Dachstuhl bezeichnet mit 1788, Umbau 1820 | D-1-72-122-125 | BW             |
| Daring 17 (Standort) |                             | Bauernhaus mit Widerkehr, zweigeschossiger Flachsatteldachbau mit Kniestock aus unverputztem Schlackenmauerwerk, mit Hochlaube und Lourdesmadonna, Türstock bezeichnet mit 1859                                                 | D-1-72-122-127 | BW             |
| Daring 19 (Standort) | Wohnteil eines Bauernhauses | zweigeschossiger Flachsatteldachbau in Blockbauweise mit Giebellaube und Taubenkobel, 17. Jahrhundert | D-1-72-122-128 | BW             |
| Hochfeld (Standort)  | Kapelle St. Maria           | Satteldachbau mit barockisierender Putzgliederung, um 1921; mit Ausstattung | D-1-72-122-129 | weitere Bilder |

### Froschham
| Lage                    | Objekt                      | Beschreibung | Akten-Nr.      | Bild                        |
| ----------------------- | --------------------------- | --- | -------------- | --------------------------- |
| Froschham 33 (Standort) | Wohnteil eines Bauernhauses | zweigeschossiger Flachsatteldachbau aus unverputztem Schlacken- und Ziegelmauerwerk, 1850, im Kern älter                                                                 | D-1-72-122-139 | Wohnteil eines Bauernhauses |
| Froschham 39 (Standort) | Wohnteil eines Bauernhauses | zweigeschossiger Satteldachbau aus unverputztem Schlacken- und Ziegelmauerwerk mit Hochlaube, Türsturz bezeichnet 1877, im Kern wohl älter                               | D-1-72-122-140 | BW                          |
| Froschham 51 (Standort) | Bauernhaus mit Widerkehr    | zweieinhalbgeschossiger Schopfwalmdachbau aus unverputztem Schlacken- und Ziegelmauerwerk, Türsturz bezeichnet mit 1845                                                  | D-1-72-122-142 | BW                          |
| Froschham 65 (Standort) | Bauernhaus mit Widerkehr    | zweigeschossiger Flachsatteldachbau mit unverputztem Schlacken- und Ziegelmauerwerk, Kniestock und Lourdesgrotte, im Kern vor 1817, bezeichnet mit 1902 auf dem Türsturz | D-1-72-122-143 | BW                          |

### Haiden
| Lage                                | Objekt                                           | Beschreibung | Akten-Nr.      | Bild                                             |
| ----------------------------------- | ------------------------------------------------ | --- | -------------- | ------------------------------------------------ |
| Lindenstraße 1 (Standort)           | Bauernhaus mit doppelter Widerkehr               | zweigeschossiger Flachsatteldachbau aus unverputztem Schlacken- und Ziegelmauerwerk mit Hochlaube, 2. Hälfte 19. Jahrhundert; Zuhaus, zweigeschossiger Flachsatteldachbau aus unverputztem Schlacken- und Ziegelmauerwerk, gleichzeitig | D-1-72-122-147 | weitere Bilder                                   |
| Lindenstraße 37 (Standort)          | Bauernhaus, Wohnteil des sogenannten Poidai-Hofs | zweigeschossiger Flachsatteldachbau in Blockbauweise mit umlaufender Bretterlaube und Taubenkobel, wohl noch 17. Jahrhundert, 1999 von Lindenstraße 7 hierher transloziert                                                              | D-1-72-122-240 | Bauernhaus, Wohnteil des sogenannten Poidai-Hofs |
| Nußbaumweg 5 (Standort)             | Wohnhaus                                         | zweigeschossiger Blockbau mit mittelsteilem Satteldach, wohl 17. Jahrhundert | D-1-72-122-150 | Wohnhaus                                         |
| Nußbaumweg 21 (Standort)            | Wohnteil eines Bauernhauses                      | zweigeschossiger Satteldachbau mit Obergeschoss in Blockbauweise, Erdgeschoss mit Wandmalereien, bezeichnet mit 1765 | D-1-72-122-151 | BW                                               |
| Teisendorfer Straße 62 a (Standort) | Bauernhaus                                       | zweigeschossiger Bau mit steilem vorkragendem Schopfwalmdach, Obergeschoss in Blockbauweise, wohl 17. Jahrhundert, Schopfwalm wohl Anfang 19. Jahrhundert                                                                               | D-1-72-122-154 | Bauernhaus                                       |
| Teisendorfer Straße 64 (Standort)   | Wohnteil eines Bauernhauses                      | zweigeschossiger verputzter Blockbau mit Flachsatteldach und Hochlaube, biedermeierlich, um Mitte 19. Jahrhundert | D-1-72-122-155 | Wohnteil eines Bauernhauses                      |

### Kulbing
| Lage                  | Objekt                       | Beschreibung | Akten-Nr.      | Bild                    |
| --------------------- | ---------------------------- | --- | -------------- | ----------------------- |
| Kulbing 10 (Standort) | Wohnteil eines Bauernhauses  | zweigeschossiger Flachsatteldachbau mit Giebelbundwerk, Hochlaube und Lourdesmadonna, Türsturz bezeichnet mit 1827 | D-1-72-122-164 | BW                      |
| Kulbing 14 (Standort) | Wohnteil eines Bauernhauses, | zweigeschossiger Blockbau, 17. Jahrhundert, Giebelbundwerk Mitte 19. Jahrhundert | D-1-72-122-166 | BW                      |
| Kulbing 16 (Standort) | Ehemaliges Weberhaus         | zweigeschossiger Flachsatteldachbau in Blockbauweise mit Laube und zwei dekorierten Stuben, errichtet 1560/61 (dendrochronologisch datiert), Umgestaltung im Innern an Türsturz bezeichnet mit 1674 und im 18. Jahrhundert, Eingangstür biedermeierlich, bezeichnet mit 1825, von der Hofstelle Kulbing 18 hierher transloziert | D-1-72-122-167 | BW                      |
| Kulbing 20 (Standort) | Bauernhaus, Einfirsthof      | zweigeschossiger Flachsatteldachbau in Blockbauweise mit gemauerter Stube, Laube, Giebelbundwerk und Taubenkobel, 18. Jahrhundert | D-1-72-122-168 | Bauernhaus, Einfirsthof |

### Leobendorf
| Lage                            | Objekt                                   | Beschreibung | Akten-Nr.      | Bild                                     |
| ------------------------------- | ---------------------------------------- | --- | -------------- | ---------------------------------------- |
| Bergstraße 14 (Standort)        |                                          | Bauernhaus, stattlich, mit unverputztem Schlackenmauerwerk und Ziegelgliederungen, um 1900. | D-1-72-122-170 |                                          |
| St.-Oswald-Straße 13 (Standort) | Katholische Pfarrkirche St. Oswald       | Saalbau mit Satteldach, Turm, Orgelempore und Seitenkapellen, neugotisch, von Karl Leimbach, 1866, unter Miteinbeziehung des spätgotischen Chores der Vorgängerkirche 1440, Neubau der Sakristei 1902, Erweiterung nach Norden 1913; mit Ausstattung; Kirchhofmauer | D-1-72-122-169 | weitere Bilder                           |
| St.-Oswald-Straße 17 (Standort) | Bauernhaus mit Widerkehr und Mittertenne | zweigeschossiger Schopfwalmdachbau mit Hochlaube, Putzgliederung und Lourdesmadonna, bezeichnet mit 1867 | D-1-72-122-171 | Bauernhaus mit Widerkehr und Mittertenne |
| Weinberg (Standort)             | Sühnekreuz                               | Nagelfluh, wohl mittelalterlich; an der Straße ca. 200 m nordöstlich von Weinberg | D-1-72-122-255 | BW                                       |

### Moosham
| Lage                  | Objekt                    | Beschreibung | Akten-Nr.      | Bild |
| --------------------- | ------------------------- | --- | -------------- | ---- |
| Moosham 40 (Standort) | Bauernhaus                | zweigeschossiger Flachsatteldachbau mit Obergeschoss in Blockbauweise, Giebellaube, Giebelbundwerk und Widerkehr mit Getreidekasten, 18. Jahrhundert, Türgewände bezeichnet mit 1834, Getreidekasten von 1711    | D-1-72-122-176 | BW   |
| Moosham 42 (Standort) | Türgewände                | bezeichnet mit dem Jahr 1822 | D-1-72-122-178 | BW   |
| Moosham 45 (Standort) | Wohnteil eines Bauernhaus | zweigeschossiger Satteldachbau mit Hochlaube und Giebelbundwerk, 1844; Kapelle, Satteldachbau, spätes 19. Jahrhundert; mit Ausstattung; Kruzifix mit Schmerzensmutter, 19. Jahrhundert, im Osten des Grundstücks | D-1-72-122-179 | BW   |

### Niederheining
| Lage                          | Objekt                      | Beschreibung | Akten-Nr.      | Bild                        |
| ----------------------------- | --------------------------- | --- | -------------- | --------------------------- |
| Niederheining 1 (Standort)    | Kapelle St. Maria           | Satteldach mit Fußwalm und Giebelreiter, letztes Viertel 19. Jahrhundert; mit Ausstattung; bei Haus Niederheining Nr. 1 | D-1-72-122-181 | weitere Bilder              |
| Niederheining 3 (Standort)    | Bauernhaus mit Widerkehr    | durch Hanglage ein- bis zweigeschossiger Flachsatteldachbau, 1847 | D-1-72-122-182 | BW                          |
| Niederheining 5 (Standort)    | Bauernhaus mit Widerkehr    | zweigeschossiger Flachsatteldachbau mit Obergeschoss in Blockbauweise, Laube und Hochlaube, im Kern wohl 18. Jahrhundert, 1857 | D-1-72-122-183 | Bauernhaus mit Widerkehr    |
| Niederheining 6 (Standort)    | Filialkirche St. Laurentius | Saalbau mit Satteldach, Sakristei und Turm mit Spitzhelm, Ende 15. Jahrhundert auf den Fundamenten eines Vorgängerbaus errichtet, 1666 Verlängerung des Langhauses nach Westen; mit Ausstattung; Kirchhofummauerung, wohl 17./18. Jahrhundert | D-1-72-122-180 | weitere Bilder              |
| Niederheining 8 (Standort)    | Wohnteil eines Bauernhauses | zweigeschossiger Satteldachbau aus Bruchsteinmauerwerk mit Laube, nach 1900, polychrome Ölbergszene im Giebelfeld vom Vorgängerbau des 19. Jahrhunderts übernommen                                                                            | D-1-72-122-239 | Wohnteil eines Bauernhauses |
| Nähe Niederheining (Standort) | Sühnekreuz                  | Nagelfluh, wohl 16. Jahrhundert | D-1-72-122-185 | Sühnekreuz                  |

### Obslaufen
| Lage                               | Objekt                     | Beschreibung | Akten-Nr.      | Bild                       |
| ---------------------------------- | -------------------------- | --- | -------------- | -------------------------- |
| Freilassinger Straße 5 (Standort)  | Wohnhaus                   | zweigeschossiger Bau mit vorkragendem Flachsatteldach, Obergeschoss und Giebel verbrettert, 18./19. Jahrhundert   | D-1-72-122-192 | Wohnhaus                   |
| Freilassinger Straße 7 (Standort)  | Wohnhaus                   | zweigeschossiger Bau mit weit vorstehendem Flachsatteldach und vorkragendem Obergeschoss, im Kern 17. Jahrhundert | D-1-72-122-193 | Wohnhaus                   |
| Freilassinger Straße 9 (Standort)  | Wohnhaus                   | zweigeschossiger Eckbau mit Satteldach, zweite Hälfte 19. Jahrhundert; Gottvaterfigur, farbig gefasst, barock     | D-1-72-122-194 | Wohnhaus                   |
| Freilassinger Straße 13 (Standort) | Hausfigur                  | St. Andreas, farbig gefasst, barock                                                                               | D-1-72-122-196 | Hausfigur                  |
| Steinerne Gasse 5 (Standort)       | Schifferkapelle            | Walmdach, ursprünglich 1831, 1885 Renovierung, Neubau 1932, 1992 zerstört, 1993 Wiederaufbau; mit Ausstattung     | D-1-72-122-208 | Schifferkapelle            |
| Steinerne Gasse 16 (Standort)      | Ehemaliges Wasserseherhaus | erdgeschossiger Bruchsteinbau mit Flachsatteldach, 17. Jahrhundert                                                | D-1-72-122-216 | Ehemaliges Wasserseherhaus |
| Steinerne Gasse 18 (Standort)      | Hauskruzifix               | großes Holzkruzifix, farbig gefasst, Anfang 18. Jahrhundert                                                       | D-1-72-122-217 | weitere Bilder             |

### Straß
| Lage                    | Objekt                                 | Beschreibung | Akten-Nr.      | Bild                                   |
| ----------------------- | -------------------------------------- | --- | -------------- | -------------------------------------- |
| Brunnenhäusl (Standort) | Brunnenhaus                            | hölzerne Anlage mit Satteldach, 18./19. Jahrhundert                                                                                | D-1-72-122-230 | BW                                     |
| Straß 4 (Standort)      | Bauernhaus mit Widerkehr               | zweigeschossiger Flachsatteldachbau mit Blockbau-Obergeschoss, Giebelbundwerk und Laube, 18. Jahrhundert                           | D-1-72-122-227 | BW                                     |
| Straß 7 (Standort)      | Wohnteil eines ehemaligen Bauernhauses | zweigeschossiger Flachsatteldachbau mit Obergeschoss in Blockbauweise, durchgehender Laube und Giebelbundwerk, 17./18. Jahrhundert | D-1-72-122-228 | Wohnteil eines ehemaligen Bauernhauses |

### Triebenbach
| Lage                      | Objekt                                    | Beschreibung | Akten-Nr.      | Bild                                      |
| ------------------------- | ----------------------------------------- | --- | -------------- | ----------------------------------------- |
| Triebenbach 20 (Standort) | Bauernhaus mit Widerkehr, Wohnteil        | zweigeschossiger Flachsatteldach aus unverputztem Tuff- und Ziegelmauerwerk mit Blockbaukniestock, Hochlaube und Giebelbundwerk, 1830–1837 | D-1-72-122-236 | Bauernhaus mit Widerkehr, Wohnteil        |
| Triebenbach 31 (Standort) | Schloss Triebenbach                       | Ehemalige Weiherhausanlage, dreigeschossiger Hauptbau mit Schopfwalmdach und hohem Speichergeschoss, wohl von Eustachius von der Alm, 1520, erster Umbau 1586, Umbau und Erweiterung 18. Jahrhundert; Katholische Schlosskapelle Maria Schnee, Saalbau mit dreiseitigem Schluss, Pultdach und Zwiebeltürmchen, 1669, Innenraumgestaltung 1755, Türmchen 18. Jahrhundert; mit Ausstattung; Torturm, dreigeschossiger Zeltdachbau, im Kern spätmittelalterlich, Umbau 18. Jahrhundert; Nebengebäude, zweigeschossiger Schopfwalmdachbau, wohl 18. Jahrhundert; Wallanlagen, im Rechteck um das Schloss, mittelalterlich | D-1-72-122-237 | weitere Bilder                            |
| Triebenbach 33 (Standort) | Wohnteil eines Bauernhauses               | zweigeschossiger Flachsatteldachbau mit Obergeschoss in Blockbauweise und Giebellaube, im Kern 17. Jahrhundert | D-1-72-122-233 | Wohnteil eines Bauernhauses               |
| Triebenbach 34 (Standort) | Ehemaliges Handwerkerhaus, jetzt Wohnhaus | zweigeschossiger Flachsatteldachbau mit Obergeschoss in Blockbauweise und durchlaufender Laube, im Kern wohl um 1700 | D-1-72-122-234 | Ehemaliges Handwerkerhaus, jetzt Wohnhaus |

### Weitere Ortsteile
| Lage                                                  | Objekt                                                                                    | Beschreibung | Akten-Nr.      | Bild                               |
| ----------------------------------------------------- | ----------------------------------------------------------------------------------------- | --- | -------------- | ---------------------------------- |
| Abtsee Abtsee 31 (Standort)                           | Schloss Abtsee, als Fabrikantenvilla errichtete schlossartige Anlage, jetzt Schlossklinik | zweigeschossiger Walmdachbau mit hohem Mezzaningeschoss, Risaliten an den Hauptfassaden und Putzgliederung, Neubarock, nach den Plänen von Lorenz Gedon, 1872; Nebengebäude, parallel gebauter, zweigeschossiger Satteldachbau mit zentraler Durchfahrt, großes rustiziertes Portal und Putzgliederung, bezeichnet 1872                        | D-1-72-122-112 | weitere Bilder                     |
| Arzenpoint Arzenpoint 11 (Standort)                   | Bauernhaus mit doppelter Widerkehr                                                        | Wohnteil zweigeschossiger Flachsatteldachbau mit Hochlaube, Putzgliederung und Relief, an Türsturz bezeichnet mit 1835 | D-1-72-122-115 | Bauernhaus mit doppelter Widerkehr |
| Biburg Biburg 5 (Standort)                            | Wohnteil eines Bauernhauses                                                               | zweigeschossiger Flachsatteldachbau mit hölzernem Kniestock, Giebelbundwerk und Christusfigur, bezeichnet mit 1832; Getreidekasten, 18. Jahrhundert, im Stadel | D-1-72-122-116 | BW                                 |
| Biburg Nähe Haiden (Standort)                         | Sühnekreuz                                                                                | Nagelfluh, wohl 16. Jahrhundert; 300 m östlich von Biburg an der Kreuzung Linen-/Biburgstraße | D-1-72-122-117 | BW                                 |
| Dorfen Dorfen 4 (Standort)                            | Bauernhaus mit Widerkehr                                                                  | zweigeschossiger Flachsatteldachbau aus unverputztem Tuffsteinmauerwerk mit Kniestock und Hochlaube, um Mitte 19. Jahrhundert | D-1-72-122-130 | BW                                 |
| Dorfen 6 und 8 (Standort)                             | Bauernhaus mit Widerkehr                                                                  | zweigeschossiger Flachsatteldachbau aus unverputztem Tuffstein- und Schlackenmauerwerk mit Kniestock und Hochlaube, Türgewände bezeichnet mit 1860, Tür bezeichnet mit 1862; Zuhaus, zweigeschossiger Satteldachbau mit Lünettenkniestock aus unverputztem Tuffstein- und Schlackenmauerwerk mit traufseitigem Zwerchgiebel, wohl gleichzeitig | D-1-72-122-131 | BW                                 |
| Dorfen Dorfen 23 (Standort)                           | Lourdeskapelle                                                                            | kleiner Satteldachbau, wohl um 1900; mit Ausstattung; zu Haus Nr. 23 gehörig | D-1-72-122-132 | BW                                 |
| Ehemoosen Hasenwiese (Standort)                       | Feldkreuz                                                                                 | Mitte 18. Jahrhundert; westlich des Weilers | D-1-72-122-134 | BW                                 |
| Emmering Emmering 10 (Standort)                       | Bauernhaus mit doppelter Widerkehr                                                        | Wohnteil, zweigeschossiger Flachsatteldachbau in Blockbauweise mit verputztem Erdgeschoss, Laube und Giebelbundwerk, Widerkehr, mit Erdgeschoss aus Schlackenmauerwerk und verschaltem Obergeschoss, 2. Hälfte 18. Jahrhundert, Giebelbundwerk Mitte 19. Jahrhundert, Türsturz bezeichnet mit 1840                                             | D-1-72-122-136 | Bauernhaus mit doppelter Widerkehr |
| Emmering Nähe Emmering (Standort)                     | Feldkapelle zur Muttergottes von Altötting                                                | Satteldachbau mit Vorhalle, Ende 19. Jahrhundert; mit Ausstattung | D-1-72-122-135 | weitere Bilder                     |
| Esing Esing 5 (Standort)                              | Wohnteil eines Bauernhauses                                                               | zweigeschossiger Flachsatteldachbau aus unverputztem Schlackenmauerwerk und Giebelbundwerk, Giebelbundwerk bezeichnet mit 1838, Umbau 2. Hälfte 19. Jahrhundert, Türstock bezeichnet mit 1897 | D-1-72-122-137 | BW                                 |
| Gastag Gastag 18 (Standort)                           | Wohnteil eines Bauernhauses                                                               | zweigeschossiger Flachsatteldachbau mit Obergeschoss in Blockbauweise, Laube und Hochlaube, um 1700, 1810 | D-1-72-122-145 | BW                                 |
| Haarmoos Haarmoos 32 (Standort)                       | Wohnteil eines Bauernhauses                                                               | zweigeschossiger Satteldachbau mit Kniestock und Hochlaube, aus unverputztem Tuffstein- und Ziegelmauerwerk, Türsturz bezeichnet mit 1902, im Kern älter; Zuhaus, zweigeschossiger Satteldachbau mit Kniestock, aus unverputztem Tuffstein- und Ziegelmauerwerk mit traufseitigem Aufgang, gleichzeitig                                        | D-1-72-122-146 | Wohnteil eines Bauernhauses        |
| Haideröster Nähe Hochfeld (Standort)                  | Wegkapelle Herz-Jesu                                                                      | Satteldachbau mit Giebelreiter und Giebelkreuz, neugotisch, wohl 2. Hälfte 19. Jahrhundert; mit Ausstattung | D-1-72-122-138 | BW                                 |
| Harpfetsham Harpfetsham 7 (Standort)                  | Bauernhaus                                                                                | zweigeschossiger Schopfwalmdachbau in Blockbauweise mit Laube und Hochlaube, Türsturz bezeichnet mit 1697, Aufstockung 19. Jahrhundert | D-1-72-122-156 | Bauernhaus                         |
| Höfen Nähe Höfen (Standort)                           | Marienkapelle                                                                             | Rundbau mit flachem Kegeldach, von Anton Maria Strobl, 1865; mit Ausstattung | D-1-72-122-157 | Marienkapelle                      |
| Hötzling Hötzling 8 (Standort)                        | Bauernhaus mit Widerkehr                                                                  | zweigeschossiger Flachsatteldachbau aus unverputztem Schlacken- und Ziegelmauerwerk mit Hochlaube und Giebelbundwerk, bezeichnet 1864 | D-1-72-122-158 | BW                                 |
| Hötzling Hötzling 10 (Standort)                       | Bauernhaus mit Widerkehr                                                                  | zweigeschossiger Flachsatteldachbau in Blockbauweise mit verputztem Erdgeschoss, Giebellaube, Giebelbundwerk und Taubenkobel, 17. Jahrhundert, Widerkehr um 1900 | D-1-72-122-159 | BW                                 |
| Kafling Kafling 10 (Standort)                         | Wohnteil eines Bauernhauses                                                               | zweigeschossiger Flachsatteldachbau aus unverputztem Bruchsteinmauerwerk mit Giebellaube und Giebelbundwerk, bezeichnet mit 1784/85 | D-1-72-122-160 | BW                                 |
| Lebenau-Forstgarten Lebenau-Forstgarten 11 (Standort) | Wasserturm zur Versorgung des ehem. Forstgartens der JVA Laufen                           | auf quadratischem Grundriss, vorkragende Wasserstube holzverschalt und mit Schopfwalmdach, nach Plänen des Landbauamtes Traunstein, um 1920 | D-1-72-122-290 | BW                                 |
| Letten Letten 5 (Standort)                            | Bauernhaus, Einfirsthof                                                                   | zweigeschossiger Blockbau mit Steilsatteldach, Laube und Hochlaube, ursprünglich mit Schopfwalm, 18. Jahrhundert | D-1-72-122-173 | BW                                 |
| Mayerhofen Mayerhofen 28 (Standort)                   | Bauernhaus, Einfirsthof                                                                   | zweigeschossiger Flachsatteldachbau mit Obergeschoss in Blockbauweise, Zierbundwerk und Taubenkobel, im Kern 18. Jahrhundert, Türsturz bezeichnet mit 1801 | D-1-72-122-174 | BW                                 |
| Mayerhofen Mayerhofen 36 (Standort)                   | Wohnteil eines ehemaligen Bauernhauses                                                    | zweigeschossiger Flachsatteldachbau mit Blockbau-Obergeschoss und Laube, 18. Jahrhundert, Erdgeschoss aus Schlackenmauerwerk, Mitte 19. Jahrhundert | D-1-72-122-175 | BW                                 |
| Niedervillern Römerweg 14 (Standort)                  | Bauernhaus                                                                                | zweigeschossiger Tuffsteinbau mit einem Teil in Holzblockbauweise errichtet und Satteldach, 17. bis 19. Jahrhundert | D-1-72-122-187 | BW                                 |
| Oberhaslach Oberhaslach 5 (Standort)                  | Hof- und Votivkapelle                                                                     | kleiner Satteldachbau, 1923; mit Ausstattung; bei Haus Oberhaslach Nr. 5 | D-1-72-122-189 | BW                                 |
| Oberheining Oberheining 37 (Standort)                 | Wohnteil eines ehemaligen Bauernhauses                                                    | zweigeschossiger Flachsatteldachbau in Blockbauweise mit Laube, Erdgeschoss teilweise gemauert, 17./18. Jahrhundert | D-1-72-122-190 | BW                                 |
| Oberheining Oberheining 42 (Standort)                 | Wohnteil eines Bauernhauses                                                               | zweigeschossiger Steilsatteldachbau aus im Erdgeschoss verputztem Schlackenmauerwerk, mit Hochlaube und verbrettertem Giebel, spätes 19. Jahrhundert | D-1-72-122-191 | Wohnteil eines Bauernhauses        |
| Osing Kapellenfeld (Standort)                         | St. Wolfgang-Kapelle                                                                      | Satteldachbau mit Giebeltürmchen, um 1860/70; mit Ausstattung; südlich des Hofes | D-1-72-122-219 | BW                                 |
| Rudholzen Rudholzen 2 (Standort)                      | Hofkapelle                                                                                | offene Anlage mit Zeltdach, Ende 18./Anfang 19. Jahrhundert | D-1-72-122-220 | BW                                 |
| Schrankbaum Schrankbaum 1 (Standort)                  | Bauernhaus mit Widerkehr                                                                  | zweigeschossiger Satteldachbau mit Obergeschoss in Blockbauweise, gemauertem Erdgeschoss, Giebellaube und Giebelbundwerk, nach 1708 erbaut | D-1-72-122-221 | BW                                 |
| Steinbach Abtsdorfer Straße 2 (Standort)              | Wohnteil eines ehemaligen Bauernhauses, jetzt Gasthaus                                    | zweigeschossiger Bau mit steilem Schopfwalmdach, Erdgeschoss gemauert, Obergeschoss in Blockbauweise, mit Giebellaube, 18. Jahrhundert | D-1-72-122-222 | BW                                 |
| Steinbachl Steinbachl 2 (Standort)                    | Bauernhaus                                                                                | zweigeschossiger Flachsatteldachbau in Blockbauweise mit durchgehender Laube und Taubenschlag, bezeichnet mit 1696 | D-1-72-122-223 | BW                                 |
| Stögen Nähe Stögen (Standort)                         | Lourdeskapelle                                                                            | kleiner Satteldachbau, Ende 19. Jahrhundert; mit Ausstattung; südlich von Stögen | D-1-72-122-224 | Lourdeskapelle                     |
| Stögen Stögen 8 (Standort)                            | Bauernhaus                                                                                | Wohnteil, zweigeschossiger Satteldachbau aus unverputztem Schlackenmauerwerk mit Ziegelgliederungen, Kniestock und Hochlaube, bezeichnet mit 1877; Zuhaus, zweigeschossiger Satteldachbau aus unverputztem Schlackenmauerwerk mit Zwerchhaus, wohl gleichzeitig                                                                                | D-1-72-122-225 | Bauernhaus                         |
| Stögen Stögen 11 (Standort)                           | Bauernhaus                                                                                | zweigeschossiger Flachsatteldachbau mit Obergeschoss in Blockbauweise, Giebellaube, Giebelbundwerk und Taubenkobel, 1793; Getreidekasten, Blockbau, 1547 | D-1-72-122-226 | BW                                 |
| Thannberg Thannberg 52 (Standort)                     | Bauernhaus mit Widerkehr                                                                  | zweigeschossiger Flachsatteldachbau mit Obergeschoss in Blockbauweise und Getreidekasten, 1821, im Kern wohl 18./19. Jahrhundert | D-1-72-122-231 | BW                                 |
| Thannhausen Lohfeld (Standort)                        | Waldkapelle,                                                                              | gemauerter Bildstock mit Satteldach, 1701, Vorbau 20. Jahrhundert; mit Ausstattung; etwa einen Kilometer südwestlich am Waldrand gelegen | D-1-72-122-232 | BW                                 |
| Wiedmannsfelden Wiedmannsfelden 29 (Standort)         | Kapelle St. Maria                                                                         | Satteldachbau mit Giebelreiter, neugotisch, bezeichnet mit 1875; mit Ausstattung | D-1-72-122-238 | Kapelle St. Maria                  |

## Ehemalige Baudenkmäler
| Lage                                         | Objekt                                                     | Beschreibung | Akten-Nr.      | Bild                                                       |
| -------------------------------------------- | ---------------------------------------------------------- | --- | -------------- | ---------------------------------------------------------- |
| Laufen Am Stadtpark 3 (Standort)             | Einbezogener Rest der Stadtmauer                           | Nagelfluhquader, mittelalterlich Jetzt unter D-1-72-122-1 (Stadtbefestigung)                                                                                           | D-1-72-122-23  | Einbezogener Rest der Stadtmauer                           |
| Laufen Am Stadtpark 7 (Standort)             | Zugehörig restlicher Zug der Stadtmauer                    | Nagelfluhquader, mittelalterlich Jetzt unter D-1-72-122-1 (Stadtbefestigung)                                                                                           | D-1-72-122-21  | Zugehörig restlicher Zug der Stadtmauer                    |
| Laufen Daubengasse 2 (Standort)              | Nebengebäude des Schlosses                                 | viergeschossiger langer Trakt, im Kern wohl 17./18. Jahrhundert, 1862 Ausbau zum Strafanstaltsspital, jetzt Wohnhaus Jetzt unter D-1-72-122-81 (Schloss)               | D-1-72-122-3   | Nebengebäude des Schlosses                                 |
| Laufen Rottmayrstraße 10 (Standort)          | Hinterhaus zu Nr. 8                                        | Walmdachbau, im Erdgeschoss Gewölbe, 17. Jahrhundert | D-1-72-122-52  | BW                                                         |
| Laufen Schiffmeistergasse 2 (Standort)       | Wohn- und Geschäftshaus                                    | dreigeschossiger Grabendachbau mit Vorschussmauer, Durchfahrt in die Schiffmeistergasse, 17. Jahrhundert, Umbau und neubarocke Fassadengestaltung Ende 19. Jahrhundert | D-1-72-122-68  | Wohn- und Geschäftshaus                                    |
| Laufen Schiffmeistergasse 14 (Standort)      | Wohnhaus                                                   | zweigeschossig, mit vorstehendem giebelständigem Flachsatteldach, Erdgeschoss gewölbt, 17./18. Jahrhundert                                                             | D-1-72-122-71  | Wohnhaus                                                   |
| Arbisbichl Nußbaumweg 34 (Standort)          | Kleines Bauernhaus                                         | Obergeschoss in Blockbauweise, im Giebel Gemälde auf Holzaussäge-Arbeit, 18. Jahrhundert                                                                               | D-1-72-122-152 | BW                                                         |
| Ehemoosen Ehemoosen 4 ()                     | Türgewände und Haustür                                     | bezeichnet mit dem Jahr 1738 und 1802 | D-1-72-122-133 |                                                            |
| Haiden Lindenstraße 3 (Standort)             | Zuhaus                                                     | gleichartig wie Nr. 1, Mitte 19. Jahrhundert | D-1-72-122-148 | BW                                                         |
| Kafling Kafling 24 ()                        | Bauernhaus                                                 | unverputztes Schlacken- und Ziegelmauerwerk, mit Widerkehr, um Mitte 19. Jahrhundert                                                                                   | D-1-72-122-161 |                                                            |
| Knall (Standort)                             | Kapelle                                                    | mit Zeltdach, 18./19. Jahrhundert; beim unteren Hof | D-1-72-122-162 | BW                                                         |
| Leobendorf St.-Oswald-Straße 21 (Standort)   | Ehemalige Gemeindekanzlei, dann Schulhaus, jetzt Pfarrheim | zweigeschossiger Satteldachbau mit Putzgliederung, 1825 | D-1-72-122-172 | Ehemalige Gemeindekanzlei, dann Schulhaus, jetzt Pfarrheim |
| Moosham Moosham 41 (Standort)                | Türgewände                                                 | bezeichnet mit dem Jahr 1848 | D-1-72-122-177 | BW                                                         |
| Obervillern Römerweg 2 (Standort)            | Handwerkerhaus                                             | teilweise verputzter Blockbau, 1828 | D-1-72-122-186 | BW                                                         |
| Obslaufen Freilassinger Straße 29 (Standort) | Wohnhaus                                                   | mit Blockbau-Obergeschoss und Flachsatteldach, wohl 18. Jahrhundert; erneuert                                                                                          | D-1-72-122-198 | BW                                                         |
| Obslaufen Freilassinger Straße 34 (Standort) | Wohnhaus                                                   | mit Flachsatteldach, 18. Jahrhundert | D-1-72-122-200 | BW                                                         |
| Obslaufen Freilassinger Straße 47 (Standort) | Wohnhaus                                                   | verputzter Blockbau mit Flachsatteldach, wohl 18. Jahrhundert | D-1-72-122-204 | BW                                                         |
| Obslaufen Steinerne Gasse 1 (Standort)       | Ehemaliges Gasthaus, urspr. Handwerkerhaus                 | mit Flachsatteldach, 18./19. Jahrhundert | D-1-72-122-206 | BW                                                         |
| Obslaufen Steinerne Gasse 9 (Standort)       | Wohnhaus                                                   | Blockbau mit Flachsatteldach, 17./18. Jahrhundert | D-1-72-122-210 | BW                                                         |
| Obslaufen Steinerne Gasse 11 (Standort)      | Wohnhaus                                                   | mit Flachsatteldach, 18. Jahrhundert | D-1-72-122-212 | BW                                                         |
| Straß Straß 11 ()                            | Malerisches Bauernhaus                                     | Blockbau mit Austragsteil, Ende 17./18. Jahrhundert | D-1-72-122-229 |                                                            |
| Triebenbach Triebenbach 37 ()                | Bauernhaus                                                 | Blockbau, Stube 1928 ausgemauert, wohl noch 17. Jahrhundert | D-1-72-122-235 |                                                            |